# 레드 딜리셔스

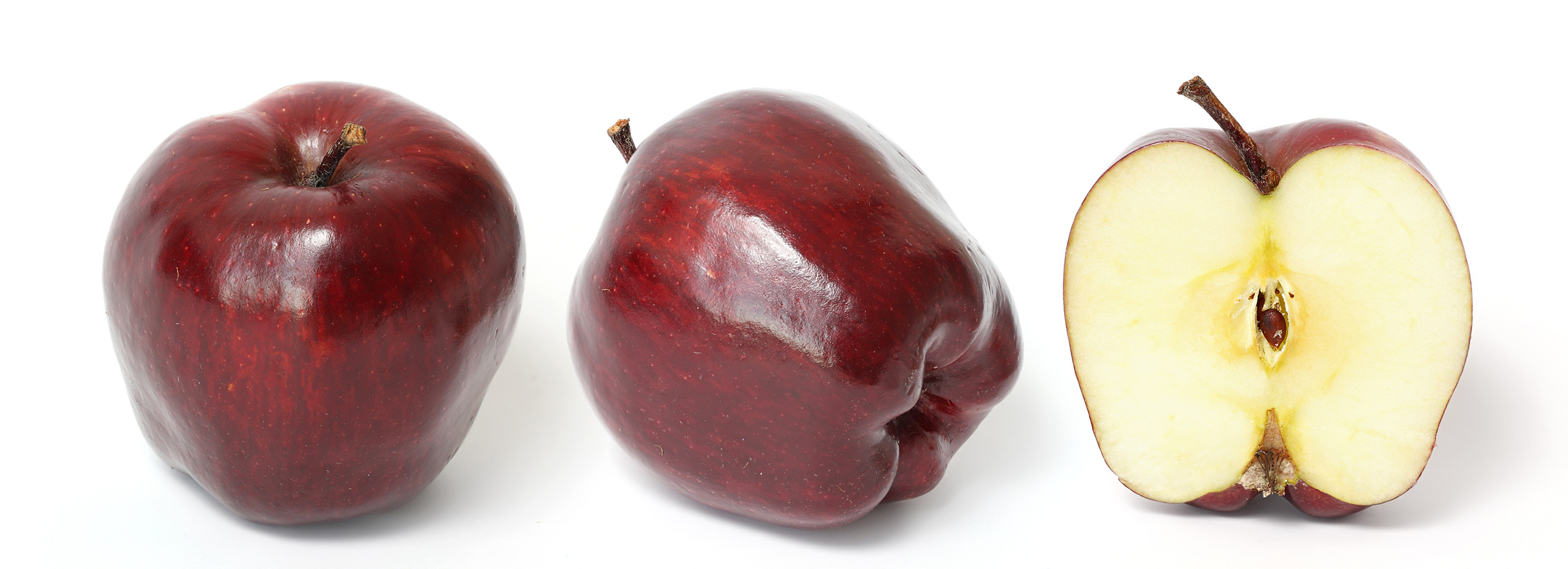

레드 딜리셔스(Red Delicious)는 1872년 아이오와주 매디슨군에서 처음으로 인식된 붉은색 외관과 달콤한 맛을 지닌 사과의 일종이다. 오늘날 '레드 딜리셔스'라는 이름은 50개 이상의 품종으로 구성된다. 1968년부터 2018년까지 미국에서 가장 많이 생산된 품종이었으며 2018년 이후로는 갈라가 이를 능가했다.

## 역사
레드 딜리셔스는 1872년 한 과수원에서 탁월한 단맛을 지닌 둥글고 붉어진 노란색 과일로 유래되었다. 스타크 너서리스(Stark Nurseries)는 1892년에 블랙 벤 데이비스(Black Ben Davis) 사과를 대체할 사과를 찾기 위해 대회를 열었다. 우승자는 아이오와주 페루의 농부인 제시 히아트(Jesse Hiatt)가 보낸 빨간색과 노란색 줄무늬 사과였으며, 그는 이 사과를 호크아이(Hawkeye)라고 불렀다. 스타크 너서리스는 히아트로부터 권리를 인수하고 품종 이름을 스타크 딜리셔스(Stark Delicious)로 변경하여 전파하기 시작했다. 나중에 골든 딜리셔스(Golden Delicious)라는 이름이 붙은 또 다른 사과나무도 1914년 웨스트버지니아주 클레이군의 한 농부로부터 구입한 후 스타크 너서리스(Stark Nurseries)에서 판매되었다. 딜리셔스(Delicious)는 후의어로 레드 딜리셔스가 되었다.